# Gąsocin
Gąsocin es un pueblo de Polonia, en Mazovia.  Se encuentra en el distrito (Gmina) de Sońsk, perteneciente al condado (Powiat) de Ciechanów. Se encuentra aproximadamente a 5 km al sur de Sońsk, 15 km al sur de Ciechanów, y a 62 km  al norte de Varsovia. Su población es de 1 238 habitantes.
Entre 1975 y 1998 perteneció al voivodato de Ciechanów.